# Farmers Classic 2011 - Qualificazioni singolare
Le qualificazioni del singolare  del Farmers Classic 2011 sono state un torneo di tennis preliminare per accedere alla fase finale della manifestazione. I vincitori dell'ultimo turno sono entrati di diritto nel tabellone principale. In caso di ritiro di uno o più giocatori aventi diritto a questi sono subentrati i lucky loser, ossia i giocatori che hanno perso nell'ultimo turno ma che avevano una classifica più alta rispetto agli altri partecipanti che avevano comunque perso nel turno finale.

## Giocatori

### Teste di serie
1. Tatsuma Itō (secondo turno)
2. Rik De Voest (ultimo turno, ritirato)
3. Marinko Matosevic (secondo turno)
4. Yūichi Sugita (secondo turno)

1. Tim Smyczek (qualificato)
2. Chris Guccione (primo turno)
3. Greg Jones (qualificato)
4. Carsten Ball (secondo turno)

### Qualificati
1. Daniel Kosakowski
2. Tim Smyczek

1. Laurynas Grigelis
2. Greg Jones

## Tabellone qualificazioni

### Sezione 1
|  | Primo turno       | Primo turno         | Primo turno       | Primo turno | Primo turno |  |  | Secondo turno       | Secondo turno       | Secondo turno       | Secondo turno | Secondo turno |   |    | Ultimo turno      | Ultimo turno      | Ultimo turno      | Ultimo turno | Ultimo turno |  |
|  |                   |                     |                   |             |             |  |  |                     |                     |                     |               |               |   |    |                   |                   |                   |              |              |  |
|  | 1                 | Tatsuma Itō         | 6                 | 4           | 7           |  |  |                     |                     |                     |               |               |   |    |                   |                   |                   |              |              |  |
|  |                   | Alex Bogdanović     | 4                 | 6           | 64          |  |  | 1                   | Tatsuma Itō         | Tatsuma Itō         | 0             | 2             |   |    |                   |                   |                   |              |              |  |
|  | Daniel Kosakowski | Daniel Kosakowski   | Daniel Kosakowski | 6           | 6           |  |  |                     | Daniel Kosakowski   | Daniel Kosakowski   | 6             | 6             |   |    |                   |                   |                   |              |              |  |
|  | Kārlis Lejnieks   | Kārlis Lejnieks     | Kārlis Lejnieks   | 1           | 2           |  |  |                     |                     |                     |               |               |   |    | Daniel Kosakowski | Daniel Kosakowski | Daniel Kosakowski | 6            | 7            |  |
|  | WC                | Zack Fleishman      | 2                 | 1           | r           |  |  |                     |                     | Denis Kudla         | Denis Kudla   | Denis Kudla   | 4 | 64 |                   |                   |                   |              |              |  |
|  |                   | Sahr Timothy Kpulun | 6                 | 3           |             |  |  | Sahr Timothy Kpulun | Sahr Timothy Kpulun | Sahr Timothy Kpulun | 1             | 2             |   |    |                   |                   |                   |              |              |  |
|  |                   | Denis Kudla         | Denis Kudla       | 7           | 6           |  |  | Denis Kudla         | Denis Kudla         | Denis Kudla         | 6             | 6             |   |    |                   |                   |                   |              |              |  |
|  | 6                 | Chris Guccione      | Chris Guccione    | 64          | 4           |  |  |                     |                     |                     |               |               |   |    |                   |                   |                   |              |              |  |

### Sezione 2
|  | Primo turno  | Primo turno  | Primo turno  | Primo turno | Primo turno |  |  | Secondo turno | Secondo turno | Secondo turno | Secondo turno | Secondo turno |   |   | Ultimo turno | Ultimo turno | Ultimo turno | Ultimo turno | Ultimo turno |  |
|  |              |              |              |             |             |  |  |               |               |               |               |               |   |   |              |              |              |              |              |  |
|  | 2            | Rik De Voest | Rik De Voest | 6           | 6           |  |  |               |               |               |               |               |   |   |              |              |              |              |              |  |
|  | WC           | Alex Kim     | Alex Kim     | 4           | 3           |  |  | 2             | Rik De Voest  | 6             | 64            | 6             |   |   |              |              |              |              |              |  |
|  | Marcelo Melo | Marcelo Melo | Marcelo Melo | 6           | 6           |  |  |               | Marcelo Melo  | 2             | 7             | 0             |   |   |              |              |              |              |              |  |
|  | Jamie Murray | Jamie Murray | Jamie Murray | 2           | 0           |  |  |               |               |               |               |               |   |   | 2            | Rik De Voest | 6            | 4            | 0r           |  |
|  | Marcos Giron | Marcos Giron | 6            | 4           | 4           |  |  |               |               | 5             | Tim Smyczek   | 3             | 6 | 1 |              |              |              |              |              |  |
|  | Artem Sitak  | Artem Sitak  | 0            | 6           | 6           |  |  |               | Artem Sitak   | Artem Sitak   | 3             | 3             |   |   |              |              |              |              |              |  |
|  | WC           | Cecil Mamiit | Cecil Mamiit | 2           | 2           |  |  | 5             | Tim Smyczek   | Tim Smyczek   | 6             | 6             |   |   |              |              |              |              |              |  |
|  | 5            | Tim Smyczek  | Tim Smyczek  | 6           | 6           |  |  |               |               |               |               |               |   |   |              |              |              |              |              |  |

### Sezione 3
|  | Primo turno       | Primo turno              | Primo turno              | Primo turno | Primo turno |  |  | Secondo turno | Secondo turno     | Secondo turno     | Secondo turno     | Secondo turno     |   |   | Ultimo turno | Ultimo turno | Ultimo turno | Ultimo turno | Ultimo turno |  |
|  |                   |                          |                          |             |             |  |  |               |                   |                   |                   |                   |   |   |              |              |              |              |              |  |
|  | 3                 | Marinko Matosevic        | Marinko Matosevic        | 6           | 6           |  |  |               |                   |                   |                   |                   |   |   |              |              |              |              |              |  |
|  |                   | Marcin Kosakowski        | Marcin Kosakowski        | 0           | 1           |  |  | 3             | Marinko Matosevic | Marinko Matosevic | 3                 | 6                 |   |   |              |              |              |              |              |  |
|  | Aaron Yovan       | Aaron Yovan              | Aaron Yovan              | 4           | 4           |  |  |               | Clément Reix      | Clément Reix      | 6                 | 7                 |   |   |              |              |              |              |              |  |
|  | Clément Reix      | Clément Reix             | Clément Reix             | 6           | 6           |  |  |               |                   |                   |                   |                   |   |   | Clément Reix | Clément Reix | Clément Reix | 2            | 3            |  |
|  | Laurynas Grigelis | Laurynas Grigelis        | Laurynas Grigelis        | 6           | 6           |  |  |               |                   | Laurynas Grigelis | Laurynas Grigelis | Laurynas Grigelis | 6 | 6 |              |              |              |              |              |  |
|  | Phillip Simmonds  | Phillip Simmonds         | Phillip Simmonds         | 1           | 3           |  |  |               | Laurynas Grigelis | Laurynas Grigelis | 6                 | 6                 |   |   |              |              |              |              |              |  |
|  |                   | Luis Antonio Pérez-Pérez | Luis Antonio Pérez-Pérez | 3           | 2           |  |  | 8             | Carsten Ball      | Carsten Ball      | 4                 | 4                 |   |   |              |              |              |              |              |  |
|  | 8                 | Carsten Ball             | Carsten Ball             | 6           | 6           |  |  |               |                   |                   |                   |                   |   |   |              |              |              |              |              |  |

### Sezione 4
|  | Primo turno     | Primo turno     | Primo turno     | Primo turno | Primo turno |  |  | Secondo turno | Secondo turno | Secondo turno | Secondo turno | Secondo turno |   |   | Ultimo turno | Ultimo turno  | Ultimo turno  | Ultimo turno | Ultimo turno |  |
|  |                 |                 |                 |             |             |  |  |               |               |               |               |               |   |   |              |               |               |              |              |  |
|  | 4               | Yūichi Sugita   | 4               | 6           | 6           |  |  |               |               |               |               |               |   |   |              |               |               |              |              |  |
|  | WC              | Clay Thompson   | 6               | 4           | 3           |  |  | 4             | Yūichi Sugita | 6             | 5             | 65            |   |   |              |               |               |              |              |  |
|  | Harel Srugo     | Harel Srugo     | Harel Srugo     | 5           | 2           |  |  |               | Nicolás Massú | 4             | 7             | 7             |   |   |              |               |               |              |              |  |
|  | Nicolás Massú   | Nicolás Massú   | Nicolás Massú   | 7           | 6           |  |  |               |               |               |               |               |   |   |              | Nicolás Massú | Nicolás Massú | 4            | 0            |  |
|  | Bradley Klahn   | Bradley Klahn   | Bradley Klahn   | 6           | 6           |  |  |               |               | 7             | Greg Jones    | Greg Jones    | 6 | 6 |              |               |               |              |              |  |
|  | Bruno Semenzato | Bruno Semenzato | Bruno Semenzato | 4           | 3           |  |  |               | Bradley Klahn | 4             | 7             | 4             |   |   |              |               |               |              |              |  |
|  |                 | Michael McClune | Michael McClune | 63          | 3           |  |  | 7             | Greg Jones    | 6             | 5             | 6             |   |   |              |               |               |              |              |  |
|  | 7               | Greg Jones      | Greg Jones      | 7           | 6           |  |  |               |               |               |               |               |   |   |              |               |               |              |              |  |